# DS 5LS
La DS 5LS è un'autovettura prodotta dal 2014 al 2020 dalla Casa francese DS.

## Storia e profilo
Destinata inizialmente al solo mercato cinese, per il quale era stata espressamente progettata, la DS 5LS è stata la prima autovettura di serie a recare il nuovo logo DS nella griglia frontale, logo registrato nel giugno 2014 e per la prima volta non più affiancato dal marchio Citroën, che tuttavia rimane presente sul retro del portellone. Questa vettura, è stata comunque svelata già il 19 dicembre 2013 al Carrousel du Louvre in presenza della stampa, sia francese che cinese, e la sua commercializzazione è stata avviata il 28 marzo dell'anno successivo, come si è già detto, limitatamente al solo mercato cinese.

### Caratteristiche
Caratterizzata da un corpo vettura di tipo berlina a 3 volumi, la DS 5LS si presenta con un frontale ispirato alla concept Numéro 9, in cui domina una grossa calandra esagonale a sviluppo orizzontale al cui centro si trova il logo del neonato marchio DS. Dai lati della calandra partono due "ali" cromate che vanno a penetrare nella sagoma dei gruppi ottici quadrangolari. Si tratta di un tema stilistico noto appunto con il nome di "DS Wings", inaugurato proprio con la presentazione della Numéro 9. Il paraurti anteriore, dal disegno massiccio ma non pesante nelle linee, incorpora i fendinebbia alle due estremità. La vista laterale pone in evidenza la linea cromata che percorre tutta la parte superiore delle superfici vetrate per terminare sull'estremità posteriore della coda. Qui spiccano i grossi gruppi ottici a sviluppo orizzontale e i due terminali di scarico dal disegno integrato in quello del paraurti.
La DS 5LS nasce sul pianale della Citroën DS5 conosciuta anche nel Vecchio Continente, anzi, data anche la similitudine tra le denominazioni dei due modelli, il modello cinese viene considerato a tutti gli effetti come una variante a tre volumi della DS5 europea. La sigla aggiuntiva LS sta per "Luxury Sedan". La base meccanica comune ai due modelli viene condivisa, con tutti i dovuti aggiornamenti del caso, anche dalla seconda generazione della C4, dalla DS 4 e dai modelli di segmento C presenti nel listino Peugeot. La trazione è anteriore con motore anteriore in posizione trasversale. Il passo è di 2,715 metri. Le sospensioni anteriori possiedono una geometria a ruote indipendenti di tipo MacPherson con barra stabilizzatrice mentre le posteriori sono di tipo semi indipendente a ruote interconnesse con ponte torcente e barra stabilizzatrice.
Lo scheletro della carrozzeria è realizzato in acciai alto resistenziali misto ad acciai a deformazione programmata.
Al suo debutto la DS 5LS era prevista in tre motorizzazioni:
- un'unità da 1.8 litri aspirata con potenza massima di 138 CV;
- un'unità da 1.6 litri sovralimentata mediante turbocompressore in grado di erogare 163 CV di potenza massima;
- un 1.6 sovralimentato anch’esso mediante turbocompressore e con potenza massima di 200 CV.

Due le varianti di trasmissione: la motorizzazione di base, ossia il 1.8 aspirato da 138 CV, è previsto in abbinamento con un cambio manuale a 5 marce, mentre le altre due motorizzazioni sono abbinate ad un cambio automatico a 6 rapporti.

### Evoluzione

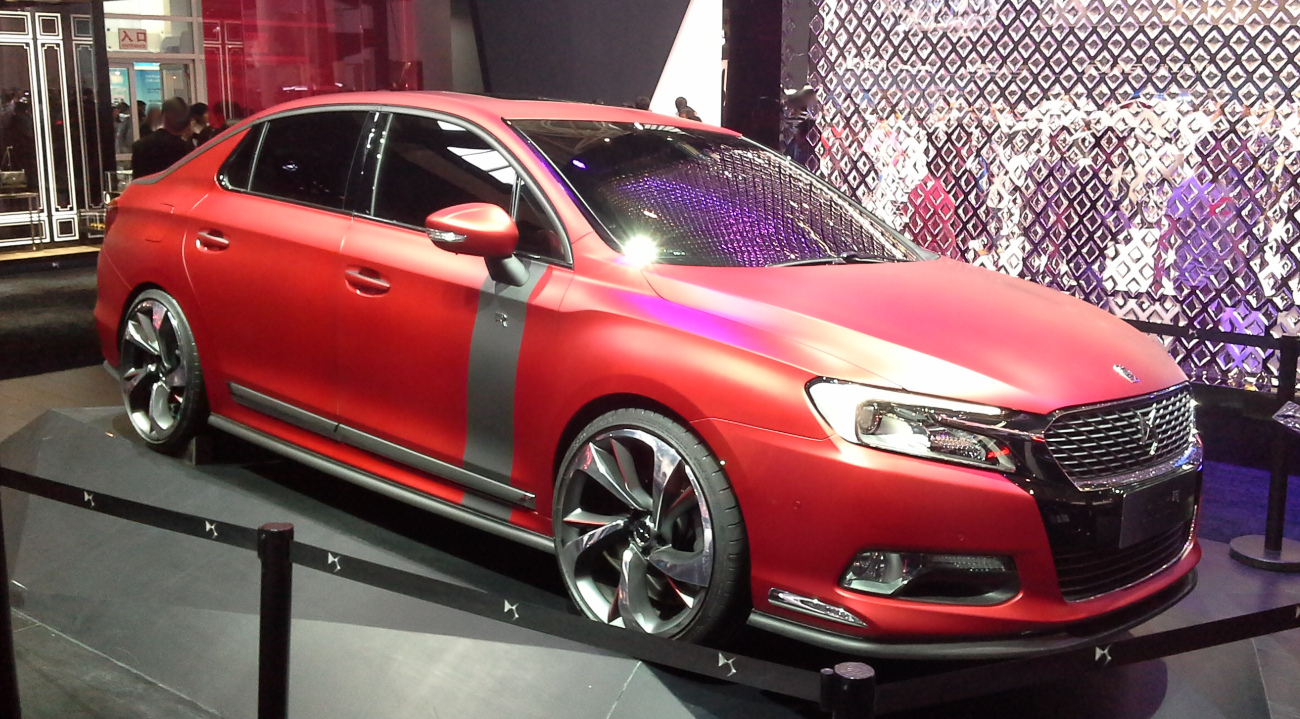
La concept DS 5LS R

Poco dopo il suo lancio, è stata presentata al Salone di Pechino una concept denominata DS 5LS R, equipaggiata con un motore 1.6 turbo da ben 300 CV di potenza massima. Purtroppo, però, la vettura rimarrà solo allo stadio di concept. Nel febbraio 2015, invece, è arrivato in listino un nuovo motore da 1.2 litri con turbocompressore e potenza massima di 134 CV. Tale motorizzazione affiancherà ed in seguito sostituirà il 1.8 aspirato.
Ma nel 2016 fu proprio il 1.2 turbo a lasciare a sua volta il listino, non più sostituito da altri motori, e nella stessa occasione il 1.6 THP da 163 CV fu aggiornato e portato a 167 CV, mentre il 1.6 THP da 200 CV venne sostituito da un 1.8 THP di origine PSA-Dongfeng, quindi specifico per la produzione cinese, ed in grado di erogare fino a 204 CV di potenza massima.
Nell'ottobre del 2017 anche il 1.8 turbo da 204 CV lascerà però il listino e a questo punto l'unica motorizzazione presente nella gamma della DS 5LS sarà il 1.6 THP da 167 CV, che permarrà fino al 2020: nel corso di quest'anno, infatti, la produzione della berlina di origine francese viene fatta cessare.
Nel corso della sua carriera commerciale, la DS 5LS fu proposta anche in alcuni altri mercati asiatici, tra cui l'Iran, ma mai in Europa.

### Riepilogo caratteristiche
Di seguito vengono riepilogate le caratteristiche relative alle varie versioni costituenti la gamma della DS 5LS in Cina:
| DS 5LS      |                       |         |                |                                        |                |                |                         |                    |              |                     |                    |                       |
| Modello     | Commercia- lizzazione | Motore  | Cilindrata cm3 | Alimentazione                          | Potenza CV/rpm | Coppia Nm/rpm  | Cambio/ N°rapporti      | Massa a vuoto (kg) | Velocità max | Acceler. 0–100 km/h | Consumo (l/100 km) | Emissioni CO2/ (g/km) |
| 1.2 THP     | 2015-16               | EB2DTS  | 1199           | Iniezione indiretta + turbocompressore | 136/5000       | 230/ 1750      | Automatico a 6 rapporti | 1.420              | -            | -                   | 5,9                | -                     |
| 1.8 VTi     | 2014-15               | EC8     | 1813           | Iniezione elettronica                  | 139/6300       | 170/3500       | Manuale 5 marce         | 1.420              | 192          | 10"6                | 6.5                | 155                   |
| 1.6 THP 160 | 03/2014-04/2016       | EP6FDTM | 1598           | Iniezione diretta + turbocompressore   | 163/6000       | 240/ 1400-4000 | Automatico 6 rapporti   | 1.475              | 205          | 8"8                 | 7.7                | 183                   |
| 1.6 THP 160 | 04/2016-2020          | EP6FDT  | 1598           | Iniezione diretta + turbocompressore   | 167/6000       | 240/ 1400-4000 | Automatico 6 rapporti   | 1.475              | 212          | 9"                  | 6,3                | 150                   |
| 1.6 THP 200 | 03/2014-04/2016       | EP6CDTX | 1598           | Iniezione diretta + turbocompressore   | 200/5800       | 275/ 1700-4500 | Automatico 6 rapporti   | 1.475              | 230          | 8"                  | 7,4                | -                     |
| 1.8 THP 200 | 03/2014-10/2017       | EP8FDT  | 1751           | Iniezione diretta + turbocompressore   | 204/5500       | 280/ 1400-4000 | Automatico 6 rapporti   | 1.520              | 230          | 8"                  | 6,4                | 152                   |